# Saint-Pierre-lès-Elbeuf
Saint-Pierre-lès-Elbeuf település Franciaországban, Seine-Maritime megyében. Lakosainak száma 8295 fő (2022. január 1.). Saint-Pierre-lès-Elbeuf La Haye-Malherbe, Martot, Saint-Cyr-la-Campagne, Saint-Didier-des-Bois, Caudebec-lès-Elbeuf, Elbeuf, Freneuse és Saint-Aubin-lès-Elbeuf községekkel határos.

## Népesség
A település népessége az elmúlt években az alábbi módon változott:
| Lakosok száma | 8311 | 8251 | 8321 | 8202 | 8305 | 8283 | 8251 | 8285 | 8295 |
|               | 2013 | 2015 | 2016 | 2017 | 2018 | 2019 | 2020 | 2021 | 2022 |